# (2616) Lesya
(2616) Lesya es un asteroide perteneciente al cinturón de asteroides, descubierto el 28 de agosto de 1970 por Tamara Mijáilovna Smirnova desde el Observatorio Astrofísico de Crimea (República de Crimea).

## Designación y nombre
Designado provisionalmente como 1970 QV. Fue nombrado Lesya en honor a la escritora ucraniana Lesya Ukrainka.